# Food City 500
La Food City 500 è una gara automobilistica appartenente alle NASCAR Cup Series e che si tiene presso il Bristol Motor Speedway di Bristol, in Tennessee (Stati Uniti).
La Food City 500 è una delle due gare che annualmente si disputano presso l'ovale di Bristol. La seconda è la Bass Pro Shops Night Race, che fa parte delle gare comprese nei playoff NASCAR.
Tra il 2021 e il 2023 la gara si è disputata su una superficie di terra rossa, prendendo temporaneamente il nome di Food City Dirt Race, per poi tornare ad essere disputata sul cemento dal 2024.

## Storia
La gara è una delle più antiche e tradizionali delle Cup Series, tenendosi per la prima volta nel 1961, con la vittoria di Joe Weatherly. Fino al 1992 si è svolta su asfalto; in quell'anno i lavori di ristrutturazione del circuito prevedono anche una nuova pavimentazione della pista, per cui i dirigenti dell'impianto decidono di cambiare e di sostituire all'asfalto il cemento.
La gara negli ultimi anni è stata spesso travagliata dal maltempo, che si abbatte sulla regione di Bristol con violenti piogge o nevicate anche in piena primavera (cioè nel periodo in cui nel calendario è stata sempre tradizionalmente fissata la Food City 500), costringendo i commissari di gara a sospendere e rinviare a giorni successivi la conclusione delle gare. Nel 2008 Jeff Byrd, presidente e general manager del circuito di Bristol, richiede ufficialmente alla NASCAR di spostare la gara verso la fine della primavera. Il cambio di data non viene però concesso fino al 2015, quando la gara viene spostata ad aprile. Il problema delle continue sospensioni della Food City 500 non si sono comunque risolti con lo spostamento in avanti nel calendario, dato che il problema si è riproposto anche nel 2017 e nel 2018.
Nel corso degli anni la gara ha reso omaggio a diverse figure e mostrato solidarietà a categorie di lavoratori in momenti di difficoltà, mantenendo comunque sempre il suo legame con il proprio main sponsor, Food City. Nel 2011 la gara omaggia lo stesso Jeff Byrd, deceduto nell'ottobre 2010, rinominando la gara "Jeff Byrd 500 presented by Food City". Nel 2015, in una partnership con la Entertainment Industry Foundation, la gara assume il nome di "Food City 500 in Support of Steve Byrnes and Stand Up to Cancer" in solidarietà a Steve Byrnes, telecronista delle gare NASCAR per la FOX e malato di cancro. E in solidarietà con le difficoltà economiche dei lavoratori dell'industria alimentare durante il COVID-19 (di cui la Food City è esponente), la gara assume il nome di "Food City presents the Supermarket Heroes 500".
Nel 2021 viene deciso di coprire la pista in cemento di terra rossa e di rinominare la gara "Food City Dirt Race", facendo tornare una dirt race nel circuito NASCAR dopo l'ultima che si era disputata nel 1970. Il circuito viene coperto da terra rossa trasportata da 2300 camion, riducendo anche la normale pendenza delle curve del circuito di Bristol (molto pronunciata in condizioni normali) da 28° a 19°, con gare che vengono ridotte a 250 giri. Dopo le numerose polemiche successive alla gara del 2021, con diversi piloti che si erano esposti pubblicamente in senso negativo nei confronti della nuova configurazione della pista (evidenziando i gravi problemi di visibilità al tramonto), la gara è stata spostata in notturna nel 2022. Il 15 settembre 2023 è infine arrivata la decisione di ritornare a disputare la Food City 500 su cemento.

## Albo d'oro
Fonti: Racing Reference; Jayski's Silly Season Site
| Anno                 | Data             | N.               | Pilota           | Team                        | Vettura          | Distanza         | Distanza         | Tempo di gara    | Media            | Resoconto        |
| Anno                 | Data             | N.               | Pilota           | Team                        | Vettura          | Giri             | Miglia           | Tempo di gara    | Media            | Resoconto        |
| Pista in asfalto     | Pista in asfalto | Pista in asfalto | Pista in asfalto | Pista in asfalto            | Pista in asfalto | Pista in asfalto | Pista in asfalto | Pista in asfalto | Pista in asfalto | Pista in asfalto |
| -------------------- | ---------------- | ---------------- | ---------------- | --------------------------- | ---------------- | ---------------- | ---------------- | ---------------- | ---------------- | ---------------- |
| 1961                 | 22 ottobre       | 8                | Joe Weatherly    | Bud Moore Engineering       | Pontiac          | 500              | 250              | 3:27:02          | 72.452           | Resoconto        |
| 1962                 | 29 luglio        | 42               | Jim Paschal      | Petty Enterprises           | Plymouth         | 500              | 250              | 3:19:16          | 75.276           | Resoconto        |
| 1963                 | 31 marzo         | 22               | Fireball Roberts | Holman-Moody                | Ford             | 500              | 250              | 3:15:02          | 76.91            | Resoconto        |
| 1964                 | 22 marzo         | 28               | Fred Lorenzen    | Holman-Moody                | Ford             | 500              | 250              | 3:27:46          | 72.196           | Resoconto        |
| 1965                 | 2 maggio         | 26               | Junior Johnson   | Junior Johnson & Associates | Ford             | 500              | 250              | 3:20:10          | 74.937           | Resoconto        |
| 1966                 | 20 marzo         | 29               | Dick Hutcherson  | Holman-Moody                | Ford             | 500              | 250              | 3:34:26          | 69.952           | Resoconto        |
| 1967                 | 19 marzo         | 6                | David Pearson    | Cotton Owens                | Dodge            | 500              | 250              | 3:17:32          | 75.937           | Resoconto        |
| 1968                 | 17 marzo         | 17               | David Pearson    | Holman-Moody                | Ford             | 500              | 250              | 3:14:11          | 77.247           | Resoconto        |
| 1969                 | 23 marzo         | 22               | Bobby Allison    | Mario Rossi                 | Dodge            | 500              | 250              | 3:04:09          | 81.455           | Resoconto        |
| 1970                 | 5 aprile         | 27               | Donnie Allison   | Banjo Matthews              | Ford             | 500              | 250              | 3:02:42          | 87.543           | Resoconto        |
| 1971                 | 28 marzo         | 17               | David Pearson    | Holman-Moody                | Ford             | 500              | 250              | 2:52:23          | 91.704           | Resoconto        |
| 1972                 | 9 aprile         | 12               | Bobby Allison    | Richard Howard              | Chevrolet        | 500              | 250              | 2:50:18          | 92.826           | Resoconto        |
| 1973                 | 11/25 marzo      | 11               | Cale Yarborough  | Richard Howard              | Chevrolet        | 500              | 250              | 2:57:43          | 88.952           | Resoconto        |
| 1974                 | 17 marzo         | 11               | Cale Yarborough  | Richard Howard              | Chevrolet        | 450              | 239.8            | 3:42:50          | 64.533           | Resoconto        |
| 1975                 | 16 marzo         | 43               | Richard Petty    | Petty Enterprises           | Dodge            | 500              | 250              | 2:43:53          | 97.053           | Resoconto        |
| 1976                 | 14 marzo         | 11               | Cale Yarborough  | Junior Johnson & Associates | Chevrolet        | 400              | 213.2            | 2:25:24          | 87.377           | Resoconto        |
| 1977                 | 17 aprile        | 11               | Cale Yarborough  | Junior Johnson & Associates | Chevrolet        | 500              | 250              | 2:38:20          | 100.989          | Resoconto        |
| 1978                 | 2 aprile         | 88               | Darrell Waltrip  | DiGard Motorsports          | Chevrolet        | 500              | 250              | 2:53:03          | 92.401           | Resoconto        |
| 1979                 | 1 aprile         | 2                | Dale Earnhardt   | Rod Osterlund Racing        | Chevrolet        | 500              | 250              | 2:55:39          | 91.033           | Resoconto        |
| 1980                 | 30 marzo         | 2                | Dale Earnhardt   | Rod Osterlund Racing        | Chevrolet        | 500              | 250              | 2:44:53          | 96.977           | Resoconto        |
| 1981                 | 29 marzo         | 11               | Darrell Waltrip  | Junior Johnson & Associates | Buick            | 500              | 250              | 2:58:36          | 89.53            | Resoconto        |
| 1982                 | 14 marzo         | 11               | Darrell Waltrip  | Junior Johnson & Associates | Buick            | 500              | 250              | 2:49:52          | 94.025           | Resoconto        |
| 1983                 | 21 maggio        | 11               | Darrell Waltrip  | Junior Johnson & Associates | Chevrolet        | 500              | 250              | 2:51:07          | 93.445           | Resoconto        |
| 1984                 | 1 aprile         | 11               | Darrell Waltrip  | Junior Johnson & Associates | Chevrolet        | 500              | 250              | 2:50:10          | 93.967           | Resoconto        |
| 1985                 | 6 aprile         | 3                | Dale Earnhardt   | Richard Childress Racing    | Chevrolet        | 500              | 250              | 3:15:42          | 81.79            | Resoconto        |
| 1986                 | 6 aprile         | 27               | Rusty Wallace    | Blue Max Racing             | Pontiac          | 500              | 250              | 2:58:14          | 89.747           | Resoconto        |
| 1987                 | 12 aprile        | 3                | Dale Earnhardt   | Richard Childress Racing    | Chevrolet        | 500              | 250              | 3:31:27          | 75.621           | Resoconto        |
| 1988                 | 10 aprile        | 9                | Bill Elliott     | Melling Racing              | Ford             | 500              | 250              | 3:12:23          | 83.115           | Resoconto        |
| 1989                 | 9 aprile         | 27               | Rusty Wallace    | Blue Max Racing             | Pontiac          | 500              | 250              | 3:30:18          | 76.034           | Resoconto        |
| 1990                 | 8 aprile         | 28               | Davey Allison    | Robert Yates Racing         | Ford             | 500              | 250              | 3:03:15          | 87.258           | Resoconto        |
| 1991                 | 14 aprile        | 2                | Rusty Wallace    | Penske Racing               | Pontiac          | 500              | 250              | 3:39:37          | 72.809           | Resoconto        |
| 1992                 | 5 aprile         | 7                | Alan Kulwicki    | AK Racing                   | Ford             | 500              | 250              | 3:05:15          | 86.316           | Resoconto        |
| Pista in cemento     |                  |                  |                  |                             |                  |                  |                  |                  |                  |                  |
| 1993                 | 4 aprile         | 2                | Rusty Wallace    | Penske Racing               | Pontiac          | 500              | 250              | 3:08:43          | 84.73            | Resoconto        |
| 1994                 | 10 aprile        | 3                | Dale Earnhardt   | Richard Childress Racing    | Chevrolet        | 500              | 250              | 2:58:22          | 89.647           | Resoconto        |
| 1995                 | 2 aprile         | 24               | Jeff Gordon      | Hendrick Motorsports        | Chevrolet        | 500              | 250              | 2:53:47          | 92.011           | Resoconto        |
| 1996                 | 31 marzo         | 24               | Jeff Gordon      | Hendrick Motorsports        | Chevrolet        | 342              | 182.2            | 1:59:47          | 91.308           | Resoconto        |
| 1997                 | 13 aprile        | 24               | Jeff Gordon      | Hendrick Motorsports        | Chevrolet        | 500              | 250              | 3:33:06          | 75.035           | Resoconto        |
| 1998                 | 29 marzo         | 24               | Jeff Gordon      | Hendrick Motorsports        | Chevrolet        | 500              | 250              | 3:13:00          | 82.85            | Resoconto        |
| 1999                 | 11 aprile        | 2                | Rusty Wallace    | Penske Racing               | Ford             | 500              | 250              | 2:51:16          | 93.363           | Resoconto        |
| 2000                 | 26 marzo         | 2                | Rusty Wallace    | Penske Racing               | Ford             | 500              | 250              | 3:01:40          | 88.018           | Resoconto        |
| 2001                 | 25 marzo         | 21               | Elliott Sadler   | Wood Brothers Racing        | Ford             | 500              | 250              | 3:03:54          | 86.949           | Resoconto        |
| 2002                 | 24 marzo         | 97               | Kurt Busch       | Roush Racing                | Ford             | 500              | 250              | 3:14:20          | 82.281           | Resoconto        |
| 2003                 | 23 marzo         | 97               | Kurt Busch       | Roush Racing                | Ford             | 500              | 250              | 3:29:53          | 76.185           | Resoconto        |
| 2004                 | 28 marzo         | 97               | Kurt Busch       | Roush Racing                | Ford             | 500              | 250              | 3:13:34          | 82.607           | Resoconto        |
| 2005                 | 3 aprile         | 29               | Kevin Harvick    | Richard Childress Racing    | Chevrolet        | 500              | 250              | 3:26:20          | 77.496           | Resoconto        |
| 2006                 | 26 marzo         | 2                | Kurt Busch       | Penske Racing               | Dodge            | 500              | 250              | 3:21:19          | 79.427           | Resoconto        |
| 2007                 | 25 marzo         | 5                | Kyle Busch       | Hendrick Motorsports        | Chevrolet        | 504              | 268.6            | 3:16:38          | 81.969           | Resoconto        |
| 2008                 | 16 marzo         | 31               | Jeff Burton      | Richard Childress Racing    | Chevrolet        | 506              | 269.6            | 3:00:15          | 89.775           | Resoconto        |
| 2009                 | 22 marzo         | 18               | Kyle Busch       | Joe Gibbs Racing            | Toyota           | 503              | 268              | 2:54:35          | 92.139           | Resoconto        |
| 2010                 | 21 marzo         | 48               | Jimmie Johnson   | Hendrick Motorsports        | Chevrolet        | 500              | 250              | 3:20:50          | 79.618           | Resoconto        |
| 2011                 | 20 marzo         | 18               | Kyle Busch       | Joe Gibbs Racing            | Toyota           | 500              | 250              | 2:53:55          | 91.941           | Resoconto        |
| 2012                 | 18 marzo         | 2                | Brad Keselowski  | Penske Racing               | Dodge            | 500              | 250              | 2:51:52          | 93.037           | Resoconto        |
| 2013                 | 17 marzo         | 5                | Kasey Kahne      | Hendrick Motorsports        | Chevrolet        | 500              | 250              | 2:53:25          | 92.206           | Resoconto        |
| 2014                 | 16 marzo         | 99               | Carl Edwards     | Roush Fenway Racing         | Ford             | 503              | 268.0            | 3:11:23          | 84.051           | Resoconto        |
| 2015                 | 19 aprile        | 20               | Matt Kenseth     | Joe Gibbs Racing            | Toyota           | 511              | 272.3            | 3:37:54          | 74.997           | Resoconto        |
| 2016                 | 17 aprile        | 19               | Carl Edwards     | Joe Gibbs Racing            | Toyota           | 500              | 250              | 3:15:52          | 81.637           | Resoconto        |
| 2017                 | 24 aprile        | 48               | Jimmie Johnson   | Hendrick Motorsports        | Chevrolet        | 500              | 250              | 3:04:29          | 86.674           | Resoconto        |
| 2018                 | 15/16 aprile     | 18               | Kyle Busch       | Joe Gibbs Racing            | Toyota           | 500              | 250              | 3:26:25          | 77.465           | Resoconto        |
| 2019                 | 7 aprile         | 18               | Kyle Busch       | Joe Gibbs Racing            | Toyota           | 500              | 250              | 2:56:38          | 90.527           | Resoconto        |
| 2020                 | 31 maggio        | 2                | Brad Keselowski  | Team Penske                 | Ford             | 500              | 250              | 3:19:02          | 80.338           | Resoconto        |
| Pista in terra rossa |                  |                  |                  |                             |                  |                  |                  |                  |                  |                  |
| 2021                 | 29 marzo         | 22               | Joey Logano      | Team Penske                 | Ford             | 253              | 134.8            | 2:43:53          | 46.313           | Resoconto        |
| 2022                 | 17 aprile        | 18               | Kyle Busch       | Joe Gibbs Racing            | Toyota           | 250              | 133.2            | 3:34:27          | 34.973           | Resoconto        |
| 2023                 | 9 aprile         | 20               | Christopher Bell | Joe Gibbs Racing            | Toyota           | 250              | 133.2            | 2:40:40          | 46.68            | Resoconto        |
| Pista in cemento     |                  |                  |                  |                             |                  |                  |                  |                  |                  |                  |
| 2024                 | 17 marzo         | 11               | Denny Hamlin     | Joe Gibbs Racing            | Toyota           | 500              | 250              | 3:20:41          | 79.678           | Resoconto        |

### Piloti plurivincitori
| Numero vittorie | Pilota          | Edizioni                           |
| --------------- | --------------- | ---------------------------------- |
| 6               | Rusty Wallace   | 1986, 1989, 1991, 1993, 1999, 2000 |
| 5               | Darrell Waltrip | 1978, 1981, 1982, 1983, 1984       |
| 5               | Dale Earnhardt  | 1979, 1980, 1985, 1987, 1994       |
| 5               | Kyle Busch      | 2007, 2009, 2011, 2018, 2019       |
| 4               | Cale Yarborough | 1973, 1974, 1976, 1977             |
| 4               | Jeff Gordon     | 1995, 1996, 1997, 1998             |
| 4               | Kurt Busch      | 2002, 2003, 2004, 2006             |
| 3               | David Pearson   | 1967, 1968, 1971                   |
| 2               | Bobby Allison   | 1969, 1972                         |
| 2               | Carl Edwards    | 2014, 2016                         |
| 2               | Jimmie Johnson  | 2010, 2017                         |
| 2               | Brad Keselowski | 2012, 2020                         |

### Teamplurivincitori
| N° vittorie | Squadra                     | Anni                                           |
| ----------- | --------------------------- | ---------------------------------------------- |
| 8           | Hendrick Motorsports        | 1995, 1996, 1997, 1998, 2007, 2010, 2013, 2017 |
| 7           | Junior Johnson & Associates | 1965, 1976, 1977, 1981, 1982, 1983, 1984       |
| 7           | Team Penske                 | 1991, 1993, 1999, 2000, 2006, 2012, 2020       |
| 7           | Joe Gibbs Racing            | 2009, 2011, 2015, 2016, 2018, 2019, 2024       |
| 5           | Holman-Moody                | 1963, 1964, 1966, 1968, 1971                   |
| 5           | Richard Childress Racing    | 1985, 1987, 1994, 2005, 2008                   |
| 4           | RFK Racing                  | 2002, 2003, 2004, 2014                         |
| 3           | Richard Howard              | 1972, 1973, 1974                               |
| 2           | Petty Enterprises           | 1962, 1975                                     |
| 2           | Rod Osterlund Racing        | 1979, 1980                                     |
| 2           | Blue Max Racing             | 1986. 1989                                     |

### Costruttori plurivincitori
| N° vittorie | Costruttori | Anni |
| ----------- | ----------- | --- |
| 23          | Chevrolet   | 1972, 1973, 1974, 1976, 1977, 1978, 1979, 1980, 1983, 1984, 1985, 1987, 1994, 1995, 1996, 1997, 1998, 2005, 2007, 2008, 2010, 2013, 2017 |
| 18          | Ford        | 1963, 1964, 1965, 1966, 1968, 1970, 1971, 1988, 1990, 1992, 1999, 2000, 2001, 2002, 2003, 2004, 2014, 2020                               |
|             | Toyota      | 2009, 2011, 2015, 2016, 2018, 2019, 2024                                                                                                 |
|             | Pontiac     | 1961, 1986, 1989, 1991, 1993 |
|             | Dodge       | 1967, 1969, 1975, 2006, 2012 |
|             | Buick       | 1981, 1982 |